# Na inat
Na inat (bulgariska: На инат, sv: Envis) är en låt framförd av den bulgariska sångerskan Poli Genova. Låten kommer att representera Bulgarien vid Eurovision Song Contest 2011 i Düsseldorf, Tyskland.